# Nucleofilo
In chimica, un nucleofilo è una specie che prende parte a una reazione condividendo un doppietto elettronico a un'altra specie (l'elettrofilo), legandosi a esso. È pertanto una base di Lewis, ma i due termini, sebbene correlati, non sono sinonimi; il termine "nucleofilo" fa riferimento all'ambito della cinetica chimica, cioè una specie è tanto più nucleofila quanto più velocemente cede i propri elettroni a un'altra specie chimica, mentre il termine "base di Lewis" è da intendersi dal punto di vista termodinamico (cioè in condizioni di equilibrio), per cui una base di Lewis è tanto più forte quanto più tende (dal punto di vista termodinamico) a cedere i propri elettroni ad un'altra specie chimica.
I nucleofili possono essere molecole neutre con doppietti elettronici non condivisi o anioni, sia inorganici che organici (carbanioni).
Esempi di molecole che si comportano da nucleofilo sono:
- l'acqua (H2O, con due doppietti sull'ossigeno)
- l'ammoniaca (NH3, con un doppietto sull'azoto)
- gli alcoli (ROH, con due doppietti sull'ossigeno)
- gli eteri (ROR, con due doppietti sull'ossigeno)
- le ammine (primarie, secondarie o terziarie, con un doppietto sull'azoto).

## Attacco nucleofilo
I nucleofili reagiscono come centri con carica parziale negativa. Tale specie può essere già presente nei reagenti o essersi formata in uno stadio preliminare della reazione. Gli esiti possono essere: 
- la formazione di un addotto, del tipo acido-base secondo Lewis, seguìto a volte da perdita di un H+ in una reazione acido-base veloce con il solvente, che poi costituisce il prodotto della reazione (Sostituzione nucleofila SN1)
- la formazione diretta di uno statodi transizione che evolve, espellendo il gruppo uscente, nella formazione del prodotto (Sostituzione nucleofila SN2)
- la formazione di un intermedio di reazione generalmente instabile, che può, a sua volta, evolvere 
  - o addizionando altre specie reattive presenti nell'ambiente di reazione (reazione di addizione nucleofila, ad esempio la somma di reattivi di Grignard ai chetoni),
  - o eliminando un gruppo uscente (sostituzione nucleofila aromatica)

La nucleofilia è una proprietà cinetica misurata determinando la velocità con la quale un nucleofilo attacca un composto di riferimento per provocare una reazione di sostituzione nucleofila in condizioni sperimentali standard. In questo modo viene misurata la nucleofilia relativa.